# Аеродром Париз — Ле Бурже
Париз – Ле Бурже аеродром (фр. Aéroport de Paris – Le Bourget; IATA: LBG, ICAO: LFPB) је аеродром, који се налази у месту Бурже, у општинама Бонеј ан Франс и Дињи, 6 наутичких миља (11 km) у правцу север-североисток од Париза, Француска. Данас се користи само у сврхе опште авијације и авио шоуова.

Овај аеродром је започео са комеријалном употребом 1919. године и био је једини париски аеродром до отварања аеродрома Орли 1932. године. Познат је по томе што је био место слетања историјског трансатлантског лета Чарлса Линдберга из 1927. године, као и место поласка две недеље раније за француски двокрилни авион Бела птица (L'Oiseau Blanc), који је полетео у покушају да пређе Атлантик, али је мистериозн нестао негде изнад Атлантика (или, можда, америчке државе Мејн).
25. јуна 1940. године, Адолф Хитлер је започео свој први и једини обилазак Париза, са Албертом Шпером и пратњом, са Ле Бурже аеродрома.
16. јуна 1961. године, руски балетан Рудолф Нурејев пребегао је у Француску преко Ле Бурже аеродрома.
Године 1977, Ле Бурже је затворен за међународни саобраћај, а 1980. године и за регионални саобраћај, што је оставило само бизнис авијацију.
25. јула 2000. године, лет 4590 Ер Франса је покушао да преусмери слетање на Ле Бурже, али се срушио.
Непарних година аеродром је домаћин за Париски авио шоу. На аеродрому се налази статуа Францускиње Рејмонд де Ларош, која је била прва жена са пилотском лиценцом. Такође постоји и споменик у част Линдбергу, Нунгесеру и Колију.

## Просторије
Биро за истрагу и анализу безбедности цивилне авијације се налази на овом аеродрому у згради 153, у Буржеу. На Ле Бурже аеродрому се такође налази Музеј ваздухопловства и астронаутике (Musée de l'Air et de l'Espace), који се такође налази у месту Бурже.

## Појављивања у медијима
Аеродром Ле Бурже је база за мисију „Демонстрација летења на париском Авио шоуу“, која долази уз Microsoft Flight Simulator X.

## Галерија
- Главне канцеларије Бироа за истрагу и анализу безбедности цивилне авијације
- Музеј ваздухопловства и астронаутике